# Franz August Schenk von Stauffenberg

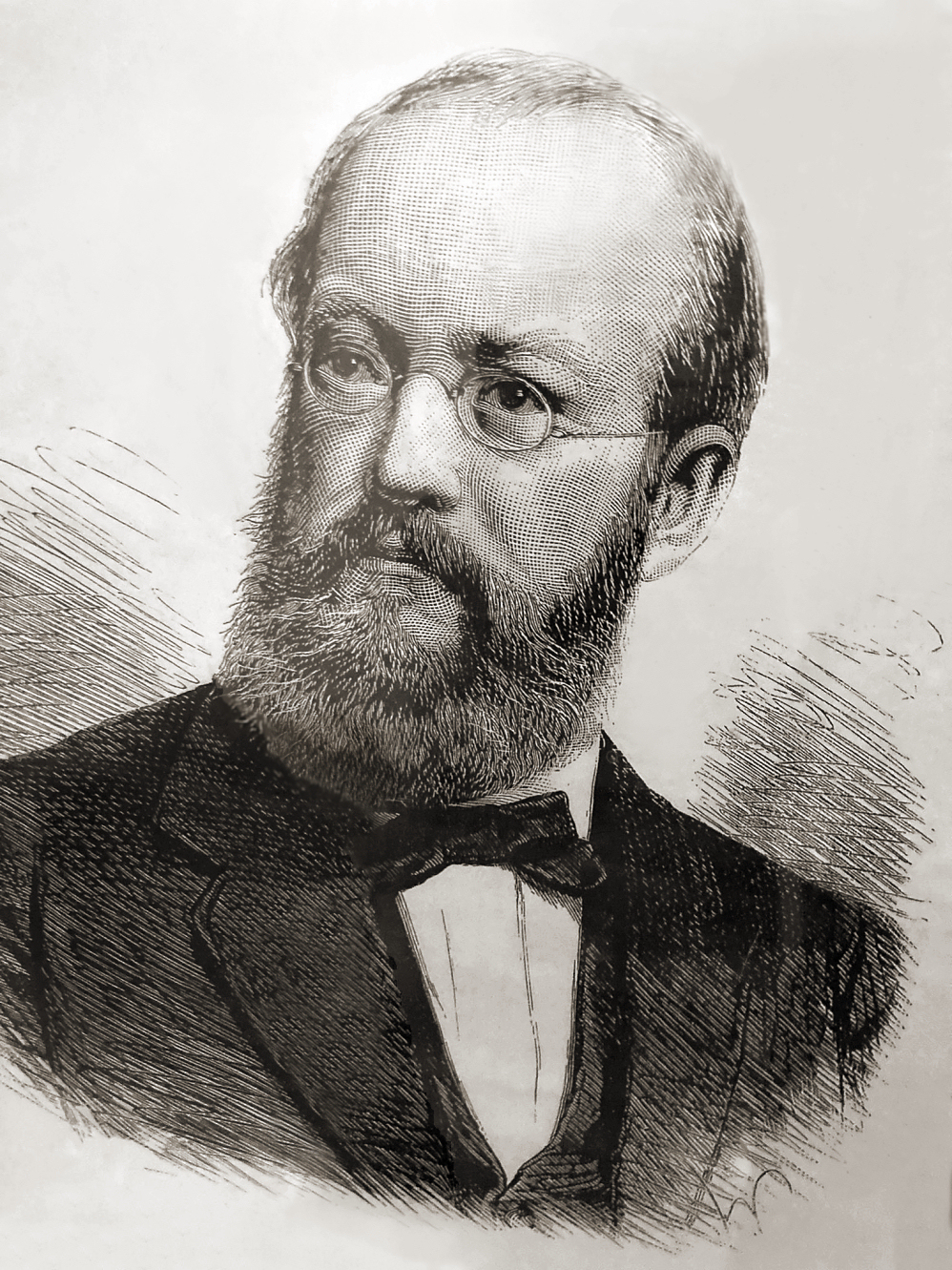
Franz Schenk von Stauffenberg

Franz August Schenk Freiherr von Stauffenberg (* 3. August 1834 in Würzburg; † 2. Juni 1901 in Rißtissen) war ein deutscher Jurist, Großgrundbesitzer und Politiker. Er war Präsident der Bayerischen Abgeordnetenkammer und Mitglied des Reichstages.
Stauffenberg befürwortete die Kleindeutsche Lösung und arbeitete als Nationalliberaler mit Reichskanzler Otto von Bismarck zusammen, wandelte sich aber zu einem der Gegenspieler Bismarcks. 1884 war er Mitbegründer der oppositionellen Deutschen Freisinnigen Partei. Seine Hoffnung, die Thronbesteigung Friedrichs III. 1888 könne einen politischen Umbruch herbeiführen, erfüllte sich nicht. Gerühmt werden Stauffenbergs außergewöhnliche Intelligenz und Bildung, seine diplomatische Begabung und sein ausgleichender Gerechtigkeitssinn bei festen Grundsätzen.

## Familie
Franz August war Sohn des Reichsfreiherrn Friedrich Schenk von Stauffenberg (* 23. Oktober 1806 in Wetzlar; † 2. Mai 1874 in Rißtissen) und seiner Frau Reichsgräfin Karoline Klementine Butler von Clonebough, gen. Haimhausen (* 31. Januar 1812 in Ansbach; † 6. November 1879 in Lindau). Franz Augusts Onkel, Franz Ludwig Schenk Freiherr (ab 1874 Graf) von Stauffenberg (1801–1881) war der Urgroßvater von Claus Schenk Graf von Stauffenberg und Berthold Schenk Graf von Stauffenberg, die im Widerstand gegen den Nationalsozialismus hingerichtet wurden.
Stauffenberg lebte vor allem in Rißtissen, seine weiteren Besitzungen lagen in Wilflingen (Langenenslingen) und Geislingen (Zollernalbkreis). Am 25. August 1860 heiratete er in Würzburg Reichsgräfin Ida Therese von Geldern-Egmont (* 16. Oktober 1837 in Schloss Thurnstein; † 27. März 1887 in Pallanza). Sie hatten zehn Kinder, von denen fünf im Säuglingsalter starben. Sein zehntes Kind Franz Schenk von Stauffenberg überlebte als einziger Sohn und beerbte ihn.
- Wilhelmine A. Therese Johanna Maria Schenkin von Stauffenberg (* 24. Juni 1861 in Augsburg; † 10. März 1876 in Menton)
- Friedrich Adam Maria Sebastian Vinzenz Schenk Freiherr von Stauffenberg (* 20. Januar 1863 in Augsburg; † 30. Januar 1863 in Augsburg)
- Elisabeth Klementine Gabriele Maria Schenk Freiin von Stauffenberg Schenk (* 15. Februar 1864 in Augsburg; ⚭ 3. Juli 1893 mit Hugo Freiherr von Linden in Rißtissen; † 20. April 1939 in Ulm)
- Walter Ludwig Friedrich Gotthold Agatha Maria Schenk Freiherr von Stauffenberg (* 21. Februar 1865 in Augsburg; † 30. September 1865 in Augsburg)
- Olga Gabriele Schenk Freiin von Stauffenberg (Hofdame der Herzogin Margarete Sophie, Gemahlin des Herzogs Albrecht von Württemberg) (* 11. September 1866; ⚭ 6. Mai 1902 mit Friedrich Graf von Otting und Fünfstetten in Rißtissen; † 23. März 1953 in Wiesenfelden): Kinder: Maximilian, Franz und Ludwig Graf von Ottingen und Fünfstetten
- Johanna Friederike Klementine Marie Freiin von Stauffenberg (* 16. Februar 1868 in Rißtissen; † 19. Juli 1868 in Rißtissen)
- Gabriele Philippine Marie Barbara Schenk Freiin von Stauffenberg (* 4. Dezember 1869 in Rißtissen; ⚭ 8. April 1896 mit Gustav Freiherr von Habermann in München;† 18. Oktober 1956 in München)
- Friedrich W. Schenk Freiherr von Stauffenberg (* 2. September 1873 in Rißtissen; † 25. Oktober 1873 in Rißtissen)
- Tochter (* 18. Juli 1874 in Rißtissen; † 19. Juli 1874 in Rißtissen)
- Franz Wilhelm Karl Maria Gabriel Schenk Freiherr von Stauffenberg (* 14. August 1878 in Rißtissen; ⚭ 27. Mai 1903 in Bonn mit Huberta Gräfin Wolff-Metternich; † 9. November 1950 in Riedlingen)

## Studium und juristische Karriere

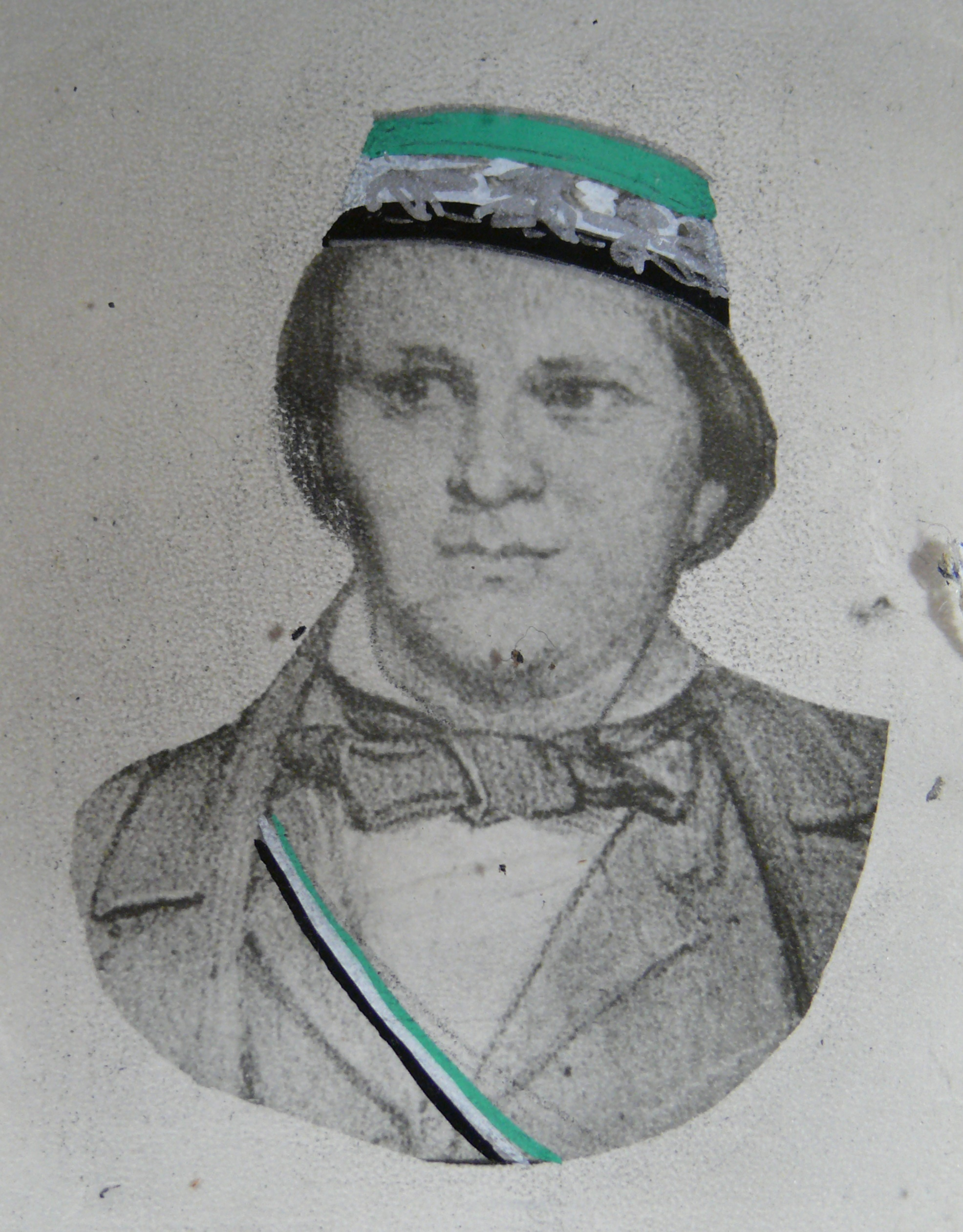
Franz August Schenk Freiherr von Stauffenberg, 1854

Er studierte ab 1851 Rechtswissenschaft an der Universität Würzburg und ab 1853 an der Universität Heidelberg. 1853 wurde er im Corps Guestphalia Heidelberg aktiv. 1857 wurde er Rechtsreferendar und 1860 stellvertretender Staatsanwalt. Ab 1862 war er Staatsanwalt in Augsburg. 1866 schied er aus eigenem Entschluss aus der Rechtspflege aus.

## Politische Karriere

### Bayerischer Landtag
Am 30. September 1866 wurde Stauffenberg bei einer Nachwahl in Augsburg in die Kammer der Abgeordneten (Bayern) gewählt, der er bis 1898 angehörte, von 1871 bis 1875 als ihr Präsident.
Stauffenbergs Gabe, selbst politische Gegner mit klarer Argumentation und seiner als glänzend geschilderten Rednergabe zu überzeugen, zeigte sich bereits in seinem ersten parlamentarischen Antrag: Am 20. Februar 1867 forderte er die Abschaffung der Todesstrafe im Königreich Bayern. Als Staatsanwalt in Augsburg hatte Stauffenberg die letzte Stunde mit den zum Tode Verurteilten zu verbringen. Das hatte ihn geprägt. Er begründete seinen Antrag unter anderem damit, dass die Todesstrafe niemanden von einem Verbrechen abschrecken könne. Man dürfe die Gemütsverfassung eines Verbrechers vor und nach der Tat nicht gleichsetzen. Fast alle Verbrecher gingen vor der Tat davon aus, nicht überführt zu werden. Alle die Todesstrafe rechtfertigenden Argumente verblassten bei der Hinrichtung eines einzigen Unschuldigen. Der Staat, die Summe aller Bürger, dürfe wie jeder einzelne Bürger nur in Situationen der Notwehr oder der Nothilfe gerechtfertigt über das Leben eines Menschen verfügen. Sein Antrag fand in der Abgeordnetenkammer eine unerwartete Mehrheit von 87:44 Stimmen, wurde aber vom Oberhaus am 16. November 1867 abgelehnt. Den Vorsitz führte dabei Stauffenbergs Onkel, Franz Ludwig Schenk von Stauffenberg. Am 19. Mai 1870 stellte er seinen Antrag zum zweiten Mal, scheiterte aber bereits in der Abgeordnetenkammer.

### Nationalliberaler Abgeordneter
Stauffenberg befürwortete eine deutsche Einigung unter preußischer Führung unter Ausschluss Österreichs (kleindeutsche Lösung). Damit befand er sich im Gegensatz zu der Auffassung der weiten Mehrheit süddeutscher Liberaler, die ein deutsches Reich unter der Führung Österreichs anstrebten (großdeutsche Lösung).
Stauffenberg gehörte ab Februar 1868 dem Zollparlament an und wurde nach der Deutschen Reichsgründung bei der Reichstagswahl 1871 als Vertreter Münchens zum ersten von acht Malen in den Reichstag gewählt, dem er – 1878 für den Wahlkreis Braunschweig 3 (Holzminden) sowie 1881 und 1884 für Mittelfranken 2 (Erlangen-Fürth) – 22 Jahre angehören sollte, davon 1876 bis 1879 als dessen Vizepräsident.
Stauffenberg gehörte zunächst der Nationalliberalen Partei an, die Reichskanzler Otto von Bismarck politisch unterstützte. Bismarck hatte Stauffenberg für ein Ministeramt vorgesehen, doch Kaiser Wilhelm I. lehnte eine Ernennung aufgrund von Stauffenbergs politischer Einstellung ab. Stauffenberg wollte die Freiheitsrechte der Bürger und die Selbstverwaltung stärken, Zölle abschaffen (Freihandel) und staatliche Eingriffe jeder Art zurückdrängen. Die begrenzten Möglichkeiten des Reichstag im Kaiserreich wollte er erweitern und strebte letztlich eine parlamentarische Monarchie nach englischem Vorbild an. Seine Grundprinzipien fasste er am 15. März 1870 im Reichstag zusammen:

„Die volle Freiheit scheint mir in der Regel und im Zweifel immer die bessere Wahl zu sein.“

### Gegner Bismarcks

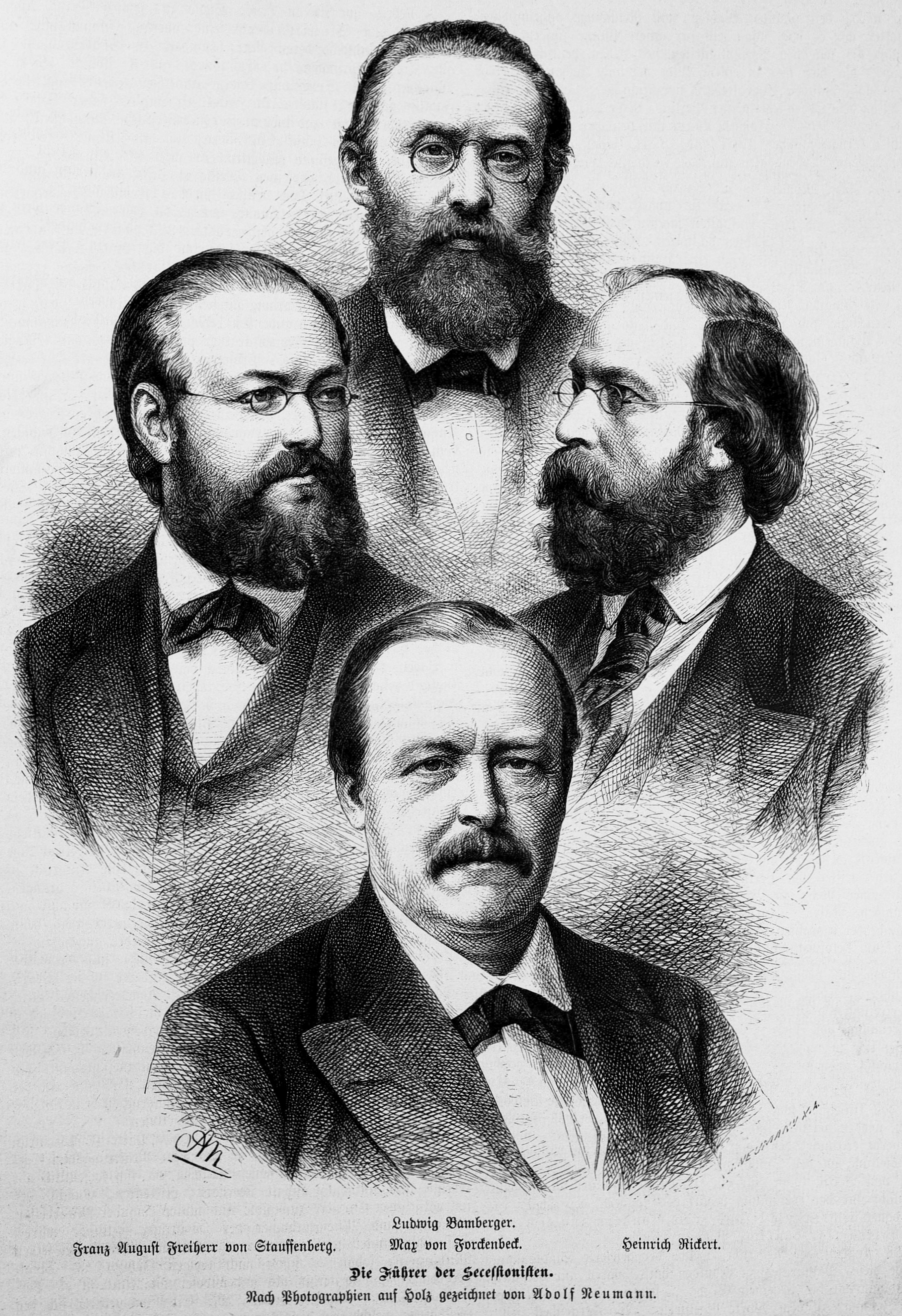
Die Führer der Secessionisten (aus: Die Gartenlaube 1880), Franz August von Stauffenberg links

Bismarcks Wechsel von einer Freihandelspolitik zu einer Schutzzollpolitik 1878 stellte die bisherige Zusammenarbeit mit den Nationalliberalen auf die Probe. Auch mithilfe nationalliberaler Abgeordneter konnte Bismarck seine Schutzzollpolitik und 1880 einen erneuten Septennat (Deutsches Kaiserreich) im Reichstag durchsetzen. Stauffenberg und andere Nationalliberale warfen ihren Parteikollegen vor, damit liberale Grundprinzipien verraten und die Position des Reichstags gegenüber der Exekutive entscheidend geschwächt zu haben, und spalteten sich von der Nationalliberalen Partei ab.
Aus dieser Sezession ging eine neue Partei hervor, die Liberale Vereinigung, die bei der Reichstagswahl 1881 aus dem Stand mit 46 Mandaten die gleiche Fraktionsstärke wie die Nationalliberalen erreichte. 1884 fusionierte die Liberale Vereinigung mit der Deutschen Fortschrittspartei Eugen Richters zur neuen Deutschen Freisinnigen Partei. Stauffenberg wurde Vorsitzender des Zentralkomitees, der radikalliberale Jurist und Publizist Eugen Richter Vorsitzender des siebenköpfigen geschäftsführenden Ausschusses der neuen Partei.
Die Freisinnige Partei stellte bei ihrer Gründung im März 1884 mit 100 Mandaten nach der Deutschen Zentrumspartei die zweitgrößte Fraktion im Reichstag, büßte aber schon bei den Reichstagswahlen im Oktober desselben Jahres ein Drittel ihrer Stimmen ein und konnte insgesamt nur 65 Reichstagsmandate halten. Die deutschen Wähler wollten nur 13 Jahre nach der Reichsgründung und in Jahren eines großen wirtschaftlichen Aufschwungs keine innenpolitische Unruhe und noch keine starke bismarckfeindliche Partei. Stauffenberg und Richter standen in erbitterter Opposition zur Politik Bismarcks. Stauffenberg erkannte die Bedeutung der sozialen Frage, zu der er in einer Wahlrede am 12. Februar 1878 Stellung bezog:

„Die politischen Streitigkeiten und Feindschaften kommen und vergehen. Die sozialen Gegensätze dagegen verletzen tief und fressen ewig. Die soziale Frage ist die Frage der Zukunft, vor der alle anderen politischen Fragen verblassen. Man kann dieser Frage und ihren Konsequenzen nicht dadurch entgehen, daß man sie verbietet.“

Er lehnte sowohl Bismarcks auf Unterdrückung der Sozialdemokraten gerichtetes Sozialistengesetz als auch die Sozialgesetzgebung des Reichskanzlers ab: Stauffenberg befürwortete zwar eine Arbeitslosenunterstützung, wollte diese aber nicht staatlich, sondern privatrechtlich organisieren.
Am 11. Januar 1887 beantragte Stauffenberg im Reichstag die von der Regierung Bismarck gewünschte Heeresstärke nur für drei, aber nicht für die gewünschten sieben Jahre (Septennat) zu bewilligen. Der Antrag Stauffenbergs wurde am 14. Januar 1887 mit 186:154 Stimmen angenommen. Bismarck ließ daraufhin den Reichstag auflösen und Neuwahlen ausschreiben. Bei den Reichstagswahlen von 1887, die ganz im Zeichen eines konservativ-nationalliberalen Wahlbündnisses, des sogenannten „Kartells“ standen, verringerten sich die Mandate der Freisinnigen Partei nochmals um die Hälfte auf 32. Die Bismarck unterstützende konservative Koalition wurde entscheidend gestärkt.

### Verbindung zum Kronprinzenpaar
Nach dem Bruch mit Bismarck setzten sowohl Stauffenberg als auch Richter ihre Hoffnungen auf die Zeit nach dem Tod des greisen Kaisers Wilhelm I., der Bismarck ernannt hatte. Stauffenberg stand dem Kronprinzen Friedrich Wilhelm (später: Kaiser Friedrich III.) und dessen englischer Frau, Kronprinzessin Victoria, politisch und persönlich nahe. Der Kronprinz besuchte Stauffenberg z. B. am 4. September 1873 in seinem Heimatort in Rißtissen. 1884 soll Kronprinzessin Victoria Stauffenberg angeregt haben, eine freiheitlich-liberale Partei nach englischem Muster zu gründen. Zweck einer solchen „Kronprinzenpartei“ war es, dem Kronprinzen für den vermeintlich unmittelbar bevorstehenden Thronwechsel eine starke, liberale Fraktion unter Ausschluss der Nationalliberalen Partei als Plattform für die Bildung einer liberalen Regierung zur Verfügung zu stellen. Diese starke liberale Plattform sollte es dem Kronprinzen erleichtern, die konservative Regierung Bismarck abzulösen und durch eine liberale Regierung zu ersetzen.
Es ist zweifelhaft, ob der Kronprinz von diesem Angebot, das von der Kronprinzessin ausdrücklich unterstützt wurde, Gebrauch gemacht hätte, wenn er schon 1884 den Thron bestiegen hätte. Kronprinz Friedrich Wilhelm hatte eng begrenzte liberale Ansichten. Sie umfassten lediglich die Gewährung von persönlichen Freiheitsrechten an die Bürger (z. B. Redefreiheit, Erziehungsfreiheit, Religionsfreiheit) und staatsrechtlich das Prinzip einer echt konstitutionellen Monarchie. Er lehnte vor allem ab, wie bestehende Verfassungsnormen von der Regierung Bismarck häufig und hemmungslos missachtet wurden, und geriet damit in Gegensatz sowohl zu Bismarck als auch zur Mehrzahl der im aufgeklärten Absolutismus wurzelnden deutschen Fürsten. Auf Anregung Bismarcks appellierte Kaiser Wilhelm I. in aller Form und erfolgreich an seinen Sohn, seine Loyalität ihm und der von ihm eingesetzten Regierung gegenüber unbedingt und uneingeschränkt zu wahren. Auf staatsrechtlichem Gebiet hingegen dachte der Kronprinz konservativ: Dem Kronprinzen widerstrebten, im Gegensatz zur auch in diesem Punkt konsequent liberalen Kronprinzessin, instinktiv, jedoch selten deutlich artikuliert, linksliberale Parteien, die wie die DFP Stauffenbergs die Befugnisse des Reichstags auf Kosten derer des Kaisers ausweiten wollten.

### Die Regierung der 99 Tage
Als Kaiser Wilhelm I. am 9. März 1888 mit 91 Jahren starb, war sein Nachfolger bereits schwer an Krebs erkrankt. Bismarck warnte den neuen Kaiser Friedrich III., eine von einem freisinnigen Kanzler geführte Regierung werde unweigerlich in einem republikanischen Abenteuer enden. Der sterbenskranke Kaiser Friedrich III. ließ daraufhin Bismarck im Amt und setzte lediglich dessen Schwager, den preußischen Innenminister Robert Viktor von Puttkamer ab. Nicht zuletzt wegen der Schwäche der Freisinnigen Partei im Reichstag hielt sich der zum Sprechen nicht mehr fähige Kaiser dem Kanzler Bismarck gegenüber politisch aufs Äußerste zurück. Selbst das harmlose Anliegen des Kaisers, seinen liberalen Freunden, dem Historiker Theodor Mommsen, dem Politiker Franz August von Stauffenberg und dem Arzt Rudolf Virchow einen Orden zu verleihen, scheiterte an einer Rücktrittsdrohung Bismarcks. Nach nur 99 Tagen Regentschaft verstarb Kaiser Friedrich III. am 15. Juni 1888, ohne wesentlichen politischen Einfluss auf die Regierung genommen zu haben. Sein Sohn, Kaiser Wilhelm II., war zwar wie sein Vater kein Freund Bismarcks, aber nicht im Geringsten liberal gesinnt. Mit dem Tod Friedrich III. waren alle Hoffnungen Stauffenbergs und der Freisinnigen auf eine Regierungsbildung geschwunden.

### Kaiser-Friedrich-Legende
Auch nach dem Tode Friedrichs III. hielt Stauffenberg mit dessen politisch isolierter Witwe („Kaiserin Friedrich“) weiterhin Kontakt. Er gilt als einer der Architekten der von Liberalen und Kaiserin Friedrich geförderten „Kaiser-Friedrich-Legende“. Danach hätte Kaiser Friedrich III., wäre ihm eine längere Regentschaft vergönnt gewesen, eine bessere, nicht von der Obrigkeit, sondern vom Volk ausgehende Zukunft für Deutschland geschaffen. Diese Hypothese wird heute aus Gründen der politisch ambivalenten Persönlichkeit des Monarchen, von vielen Historikern angezweifelt.

### Rückzug ins Privatleben
Bei der Reichstagswahl 1890, im Jahr von Bismarcks Entlassung, konnte Stauffenbergs Freisinnigen Partei ihre Mandate wieder auf über 60 verdoppeln; Stauffenberg schied wegen seines Diabetes mellitus 1892 dennoch aus dem Reichstag aus und zog sich nach Rißtissen und München zurück. 1893 zerfiel die Partei an ihren programmatischen inneren Widersprüchen in die rechtsliberale Freisinnige Vereinigung und die linksliberale Freisinnige Volkspartei. Stauffenberg trat der Freisinnigen Vereinigung bei, lehnte aber eine Kandidatur für die Reichstagswahlen von 1893 ab. Aus dem bayerischen Landtag schied er 1898 aus.
1910, neun Jahre nach Stauffenbergs Tod, fanden beide Flügel der Deutschen Freisinnigen Partei unter dem Druck des Wählerschwundes bei den liberalen Parteien wieder zusammen und fusionierten mit der Deutschen Volkspartei zur Fortschrittlichen Volkspartei.

## Ehrungen
UnvollständigeListe
- Dr. iur. h. c. der Universität Würzburg (1892)

## Werke
- mit Friedrich Schenk von Stauffenberg: Die Schenken von Stauffenberg. Geschichtliche Nachrichten von diesem Geschlechte. Mühlthaler, München 1876.